# Conn Smythe Trophy
Conn Smythe Trophy – nagroda przyznawana każdego sezonu przez ligę National Hockey League najbardziej wartościowemu zawodnikowi rozgrywek play-off. Laureat jest wybierany przez Professional Hockey Writers Association na koniec ostatniego meczu finału Pucharu Stanleya. Nagroda została nazwana od Conna Smytha, wieloletniego właściciela Toronto Maple Leafs, a po raz pierwszy zaprezentowano ją w 1964 roku w Maple Leaf Gardens, ówczesnej arenie tego zespołu. 

## Lista nagrodzonych

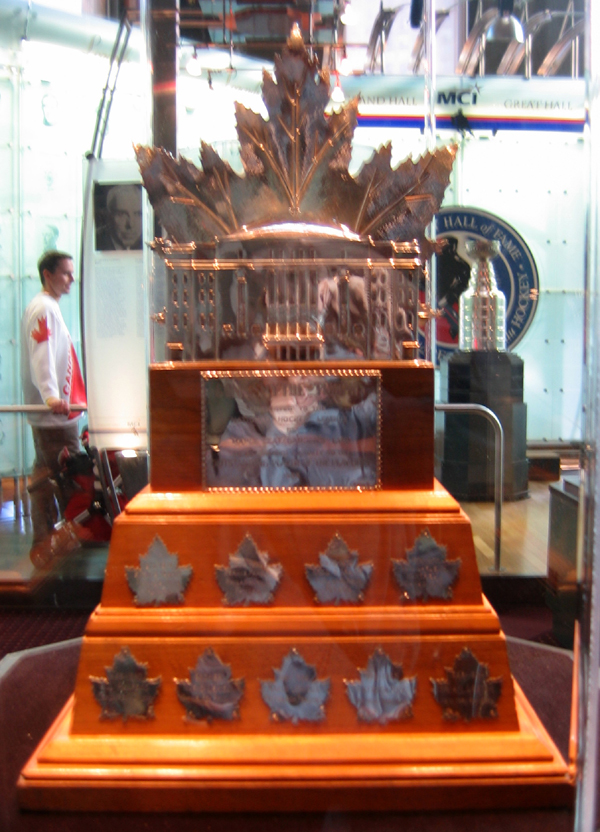
Trofeum Conn Smythe Trophy

| Sezon     | Zwycięzca                       | Drużyna                         |
| --------- | ------------------------------- | ------------------------------- |
| 2023-2024 | Connor McDavid                  | Edmonton Oilers                 |
| 2022-2023 | Jonathan Marchessault           | Vegas Golden Knights            |
| 2021-2022 | Cale Makar                      | Colorado Avalanche              |
| 2020-2021 | Andriej Wasilewski              | Tampa Bay Lightning             |
| 2019-2020 | Victor Hedman                   | Tampa Bay Lightning             |
| 2018-2019 | Ryan O'Reilly                   | St. Louis Blues                 |
| 2017-2018 | Aleksandr Owieczkin             | Washington Capitals             |
| 2016-2017 | Sidney Crosby                   | Pittsburgh Penguins             |
| 2015-2016 | Sidney Crosby                   | Pittsburgh Penguins             |
| 2014-2015 | Duncan Keith                    | Chicago Blackhawks              |
| 2013-2014 | Justin Williams                 | Los Angeles Kings               |
| 2012-2013 | Patrick Kane                    | Chicago Blackhawks              |
| 2011-2012 | Jonathan Quick                  | Los Angeles Kings               |
| 2010-2011 | Tim Thomas                      | Boston Bruins                   |
| 2009-2010 | Jonathan Toews                  | Chicago Blackhawks              |
| 2008-2009 | Jewgienij Małkin                | Pittsburgh Penguins             |
| 2007-2008 | Henrik Zetterberg               | Detroit Red Wings               |
| 2006-2007 | Scott Niedermayer               | Anaheim Ducks                   |
| 2005–2006 | Cam Ward                        | Carolina Hurricanes             |
| 2004-2005 | nie przyznano z powodu lockoutu | nie przyznano z powodu lockoutu |
| 2003-2004 | Brad Richards                   | Tampa Bay Lightning             |
| 2002-2003 | Jean-Sébastien Giguère          | Anaheim Ducks                   |
| 2001-2002 | Nicklas Lidstrom                | Detroit Red Wings               |
| 2000-2001 | Patrick Roy                     | Colorado Avalanche              |
| 1999–2000 | Scott Stevens                   | New Jersey Devils               |
| 1998-1999 | Joe Nieuwendyk                  | Dallas Stars                    |
| 1997–1998 | Steve Yzerman                   | Detroit Red Wings               |
| 1996–1997 | Mike Vernon                     | Detroit Red Wings               |
| 1995–1996 | Joe Sakic                       | Colorado Avalanche              |
| 1994–1995 | Claude Lemieux                  | New Jersey Devils               |
| 1993–1994 | Brian Leetch                    | New York Rangers                |
| 1992–1993 | Patrick Roy                     | Montreal Canadiens              |
| 1991–1992 | Mario Lemieux                   | Pittsburgh Penguins             |
| 1990–1991 | Mario Lemieux                   | Pittsburgh Penguins             |
| 1989–1990 | Bill Ranford                    | Edmonton Oilers                 |
| 1988–1989 | Al MacInnis                     | Calgary Flames                  |
| 1987–1988 | Wayne Gretzky                   | Edmonton Oilers                 |
| 1986–1987 | Ron Hextall                     | Philadelphia Flyers             |
| 1985–1986 | Patrick Roy                     | Montreal Canadiens              |
| 1984–1985 | Wayne Gretzky                   | Edmonton Oilers                 |
| 1983–1984 | Mark Messier                    | Edmonton Oilers                 |
| 1982–1983 | Billy Smith                     | New York Islanders              |
| 1981–1982 | Mike Bossy                      | New York Islanders              |
| 1980–1981 | Butch Goring                    | New York Islanders              |
| 1979–1980 | Bryan Trottier                  | New York Islanders              |
| 1978–1979 | Bob Gainey                      | Montreal Canadiens              |
| 1977–1978 | Larry Robinson                  | Montreal Canadiens              |
| 1976–1977 | Guy Lafleur                     | Montreal Canadiens              |
| 1975–1976 | Reggie Leach                    | Philadelphia Flyers             |
| 1974–1975 | Bernie Parent                   | Philadelphia Flyers             |
| 1973–1974 | Bernie Parent                   | Philadelphia Flyers             |
| 1972–1973 | Yvan Cournoyer                  | Montreal Canadiens              |
| 1971–1972 | Bobby Orr                       | Boston Bruins                   |
| 1970–1971 | Ken Dryden                      | Montreal Canadiens              |
| 1969–1970 | Bobby Orr                       | Boston Bruins                   |
| 1968–1969 | Serge Savard                    | Montreal Canadiens              |
| 1967-1968 | Glenn Hall                      | St. Louis Blues                 |
| 1966-1967 | Dave Keon                       | Toronto Maple Leafs             |
| 1965–1966 | Roger Crozier                   | Detroit Red Wings               |
| 1964–1965 | Jean Béliveau                   | Montreal Canadiens              |